# Noordenveld
Noordenveld es un municipio de la provincia de Drenthe en los Países Bajos. El 1 de enero de 2014 contaba con una población de 31.110 habitantes sobre una superficie de 205,32 km ², de los que 4,33 km ² corresponden a la superficie ocupada por el agua, con una densidad de 155 h/km². El municipio se creó el 1 de enero de 1998 por la fusión de Norg, Peize y Roden, antiguos municipios. 
Cuenta con 26 núcleos de población oficiales. El ayuntamiento se localiza en Roden, que con 14.844 habitantes es también la población de mayor tamaño del municipio.

## Galería de imágenes

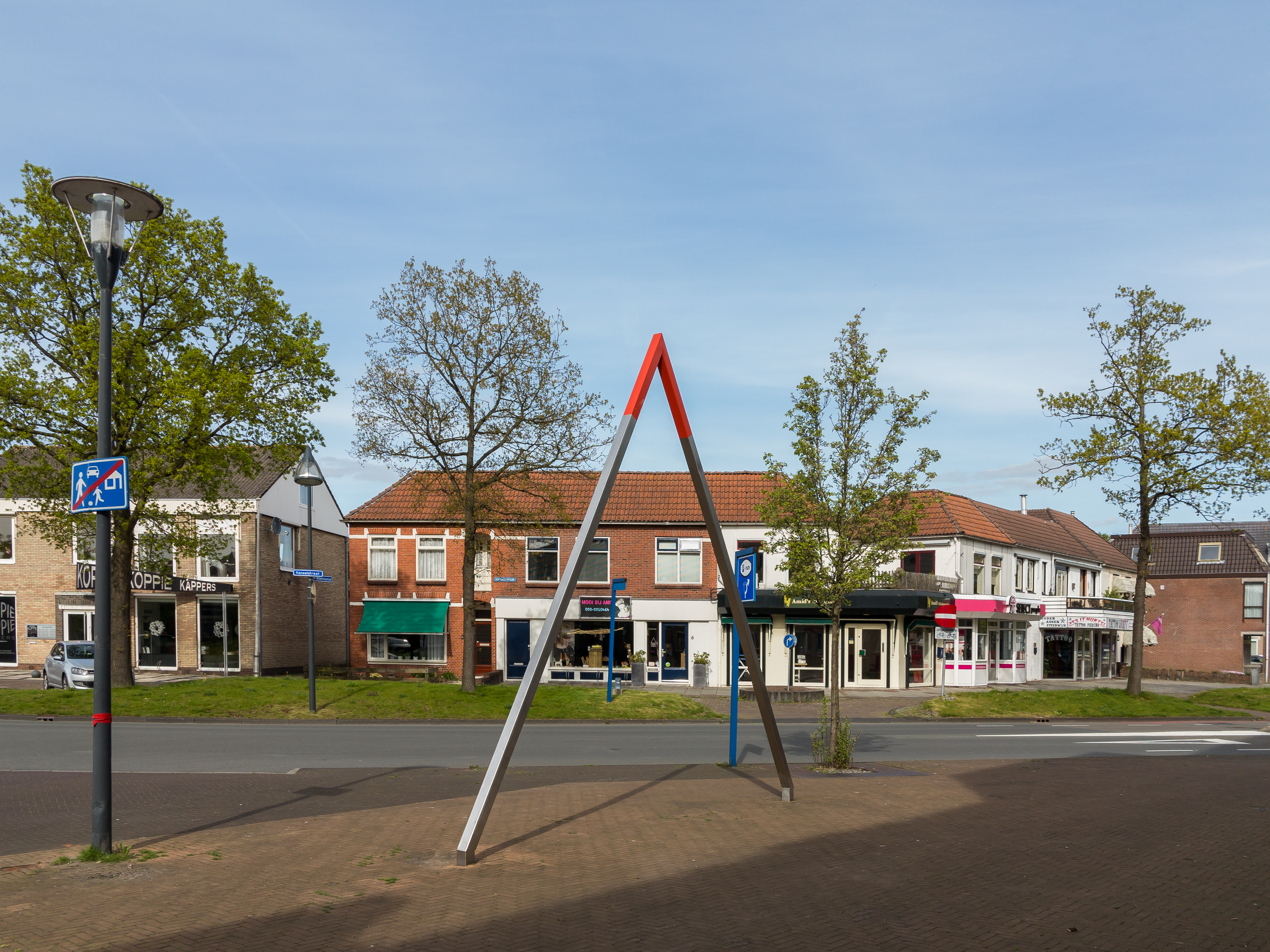
Roden, visto de la calle (la Julianaplein)
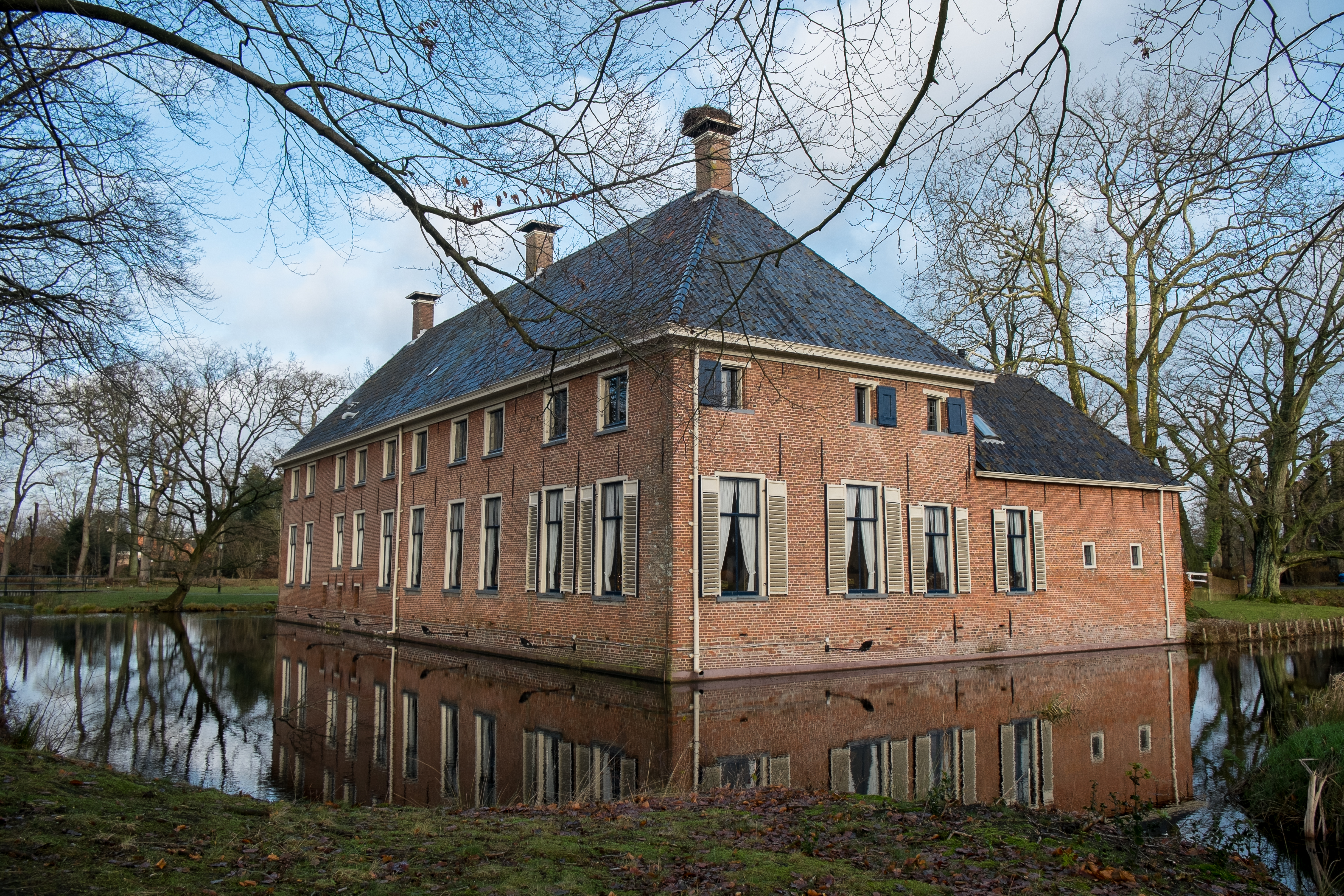
Roden, villa fortificada
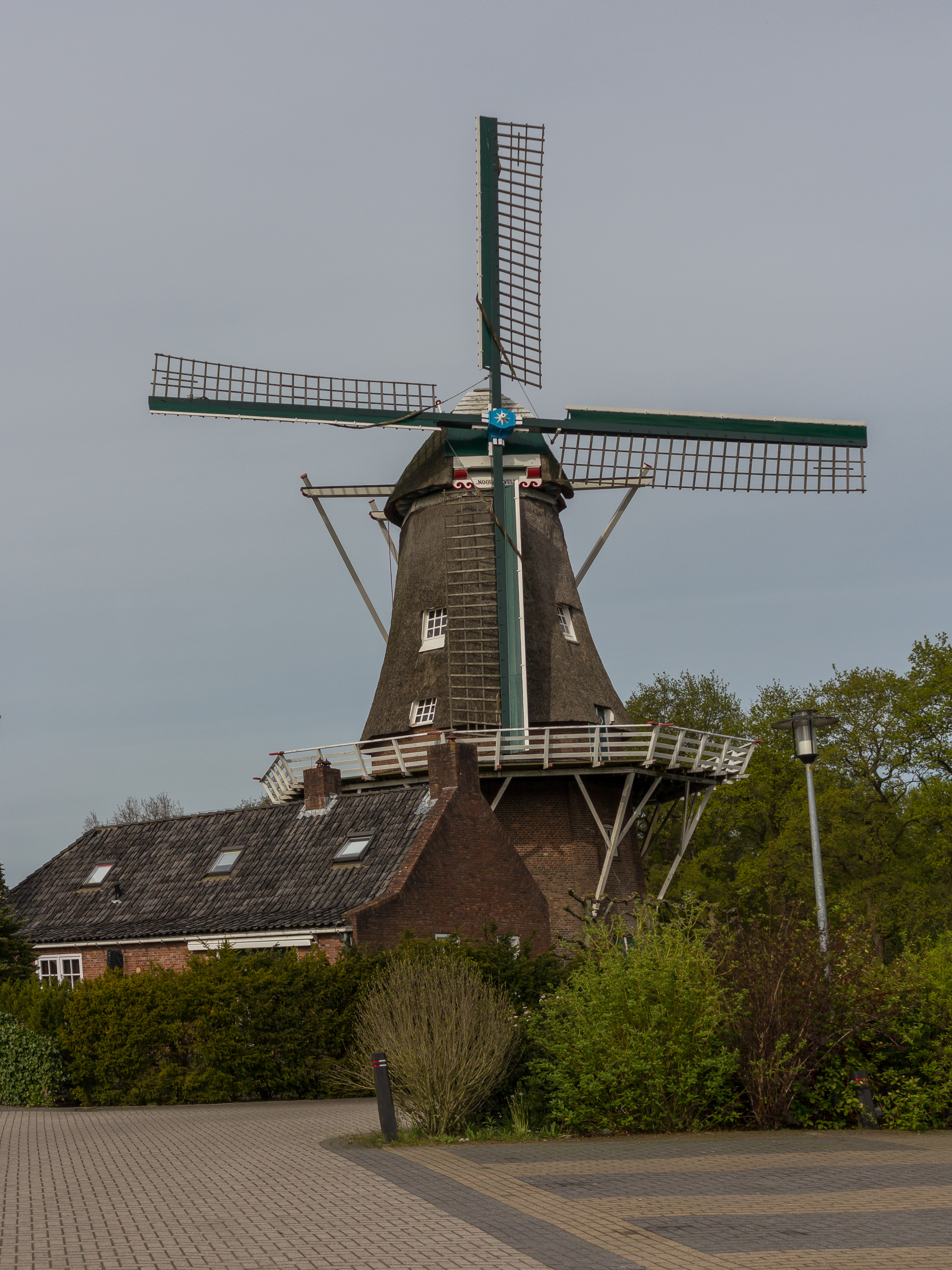
Norg, el molino: korenmolen Noordenveld
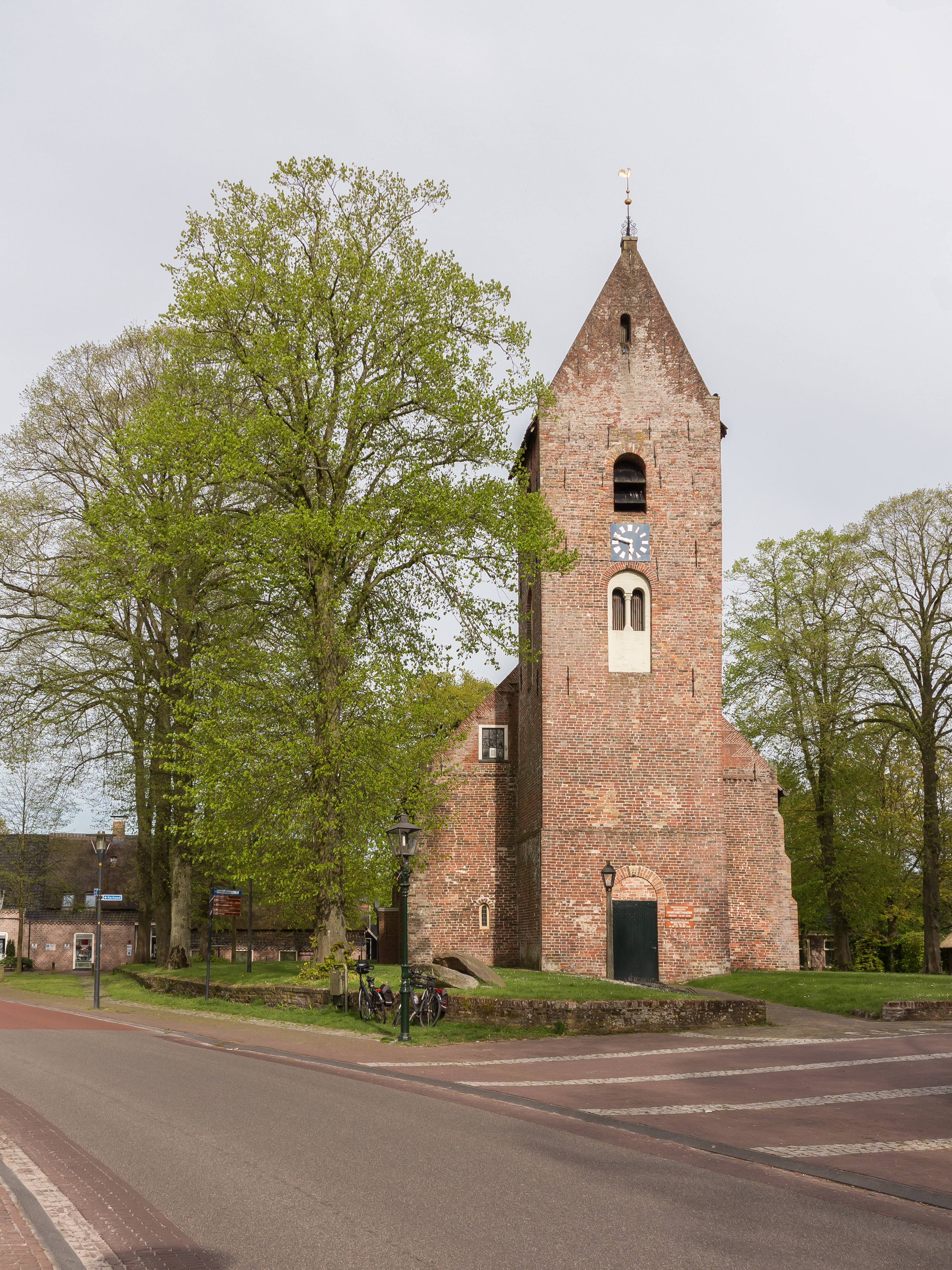
Norg, la iglesia: de Sint Margaretakerk
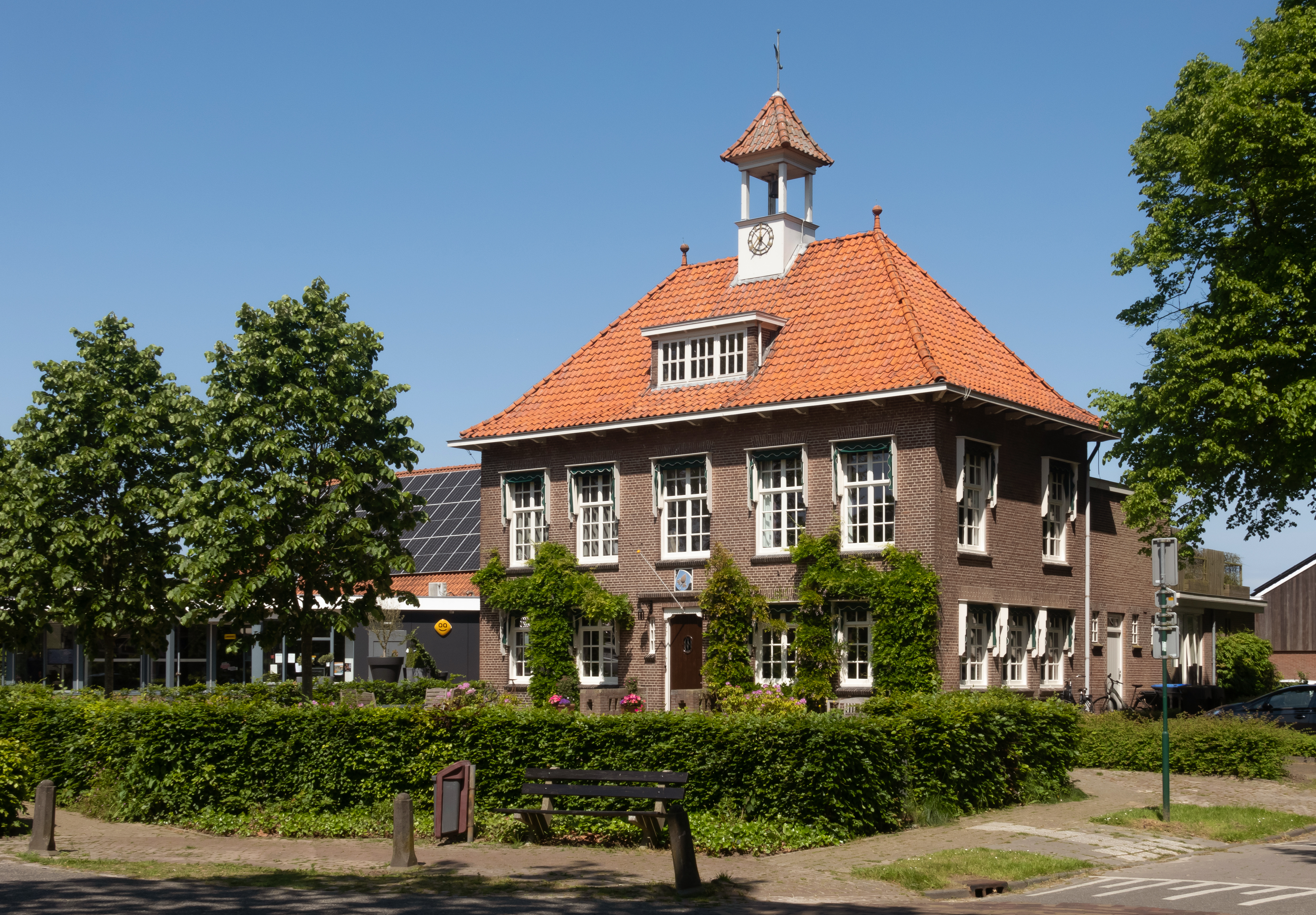
Peize, el antiguo ayuntamiento
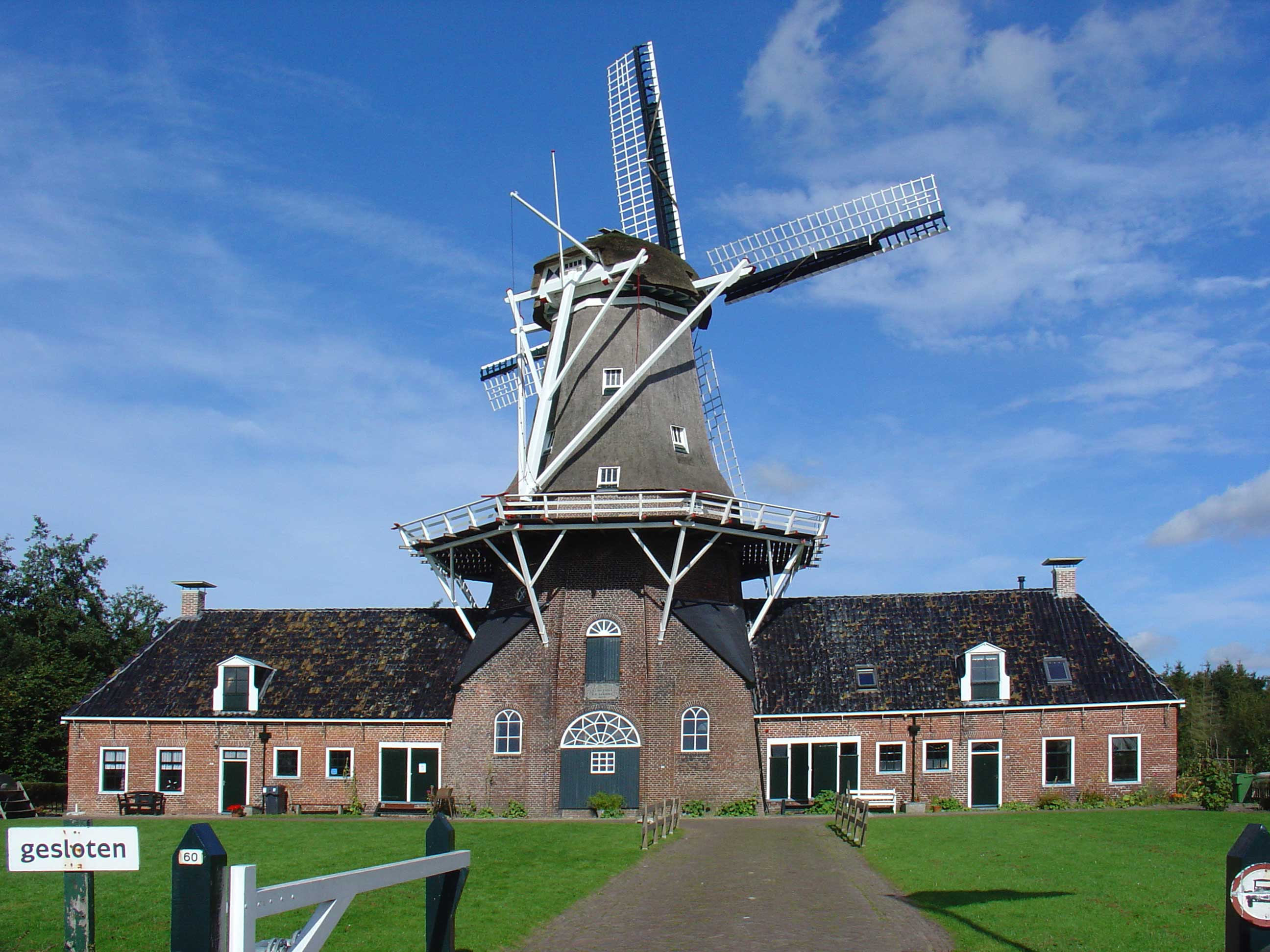
Molino de pólder en Roderwolde
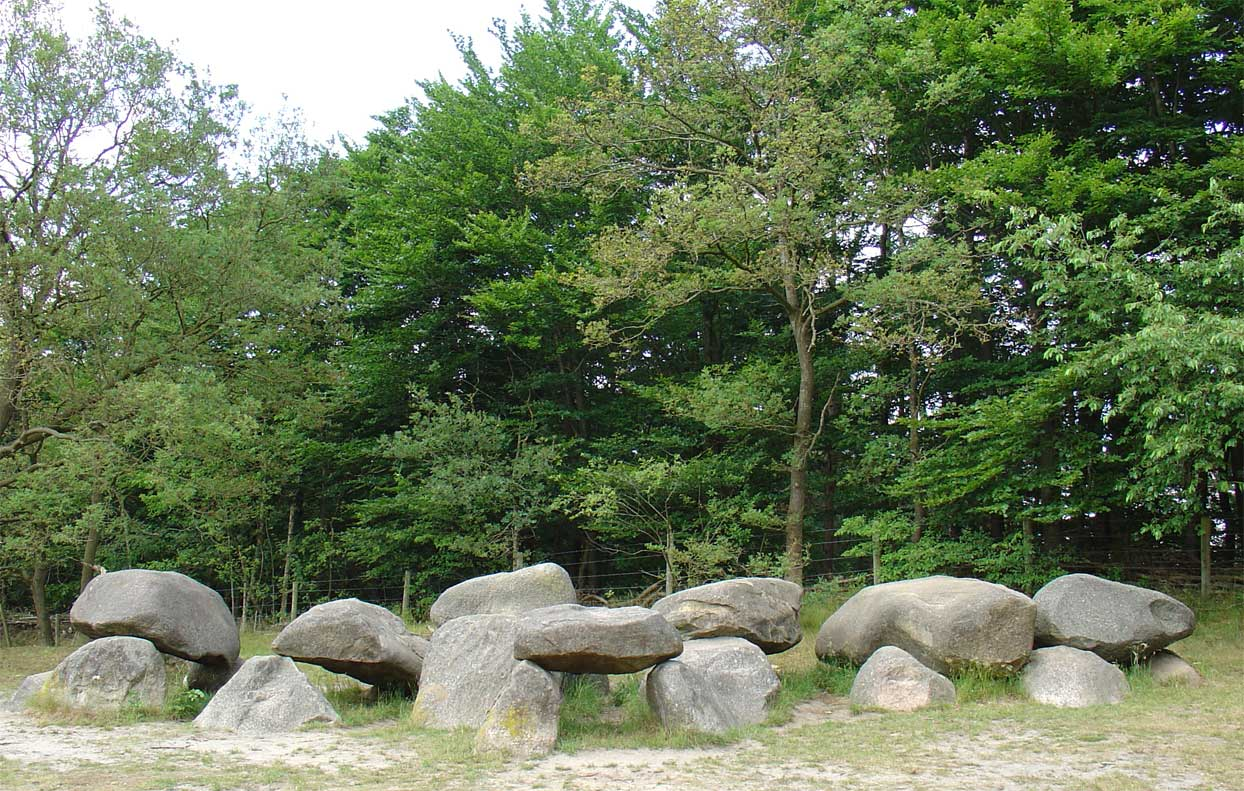
Dolmen en Steenbergen
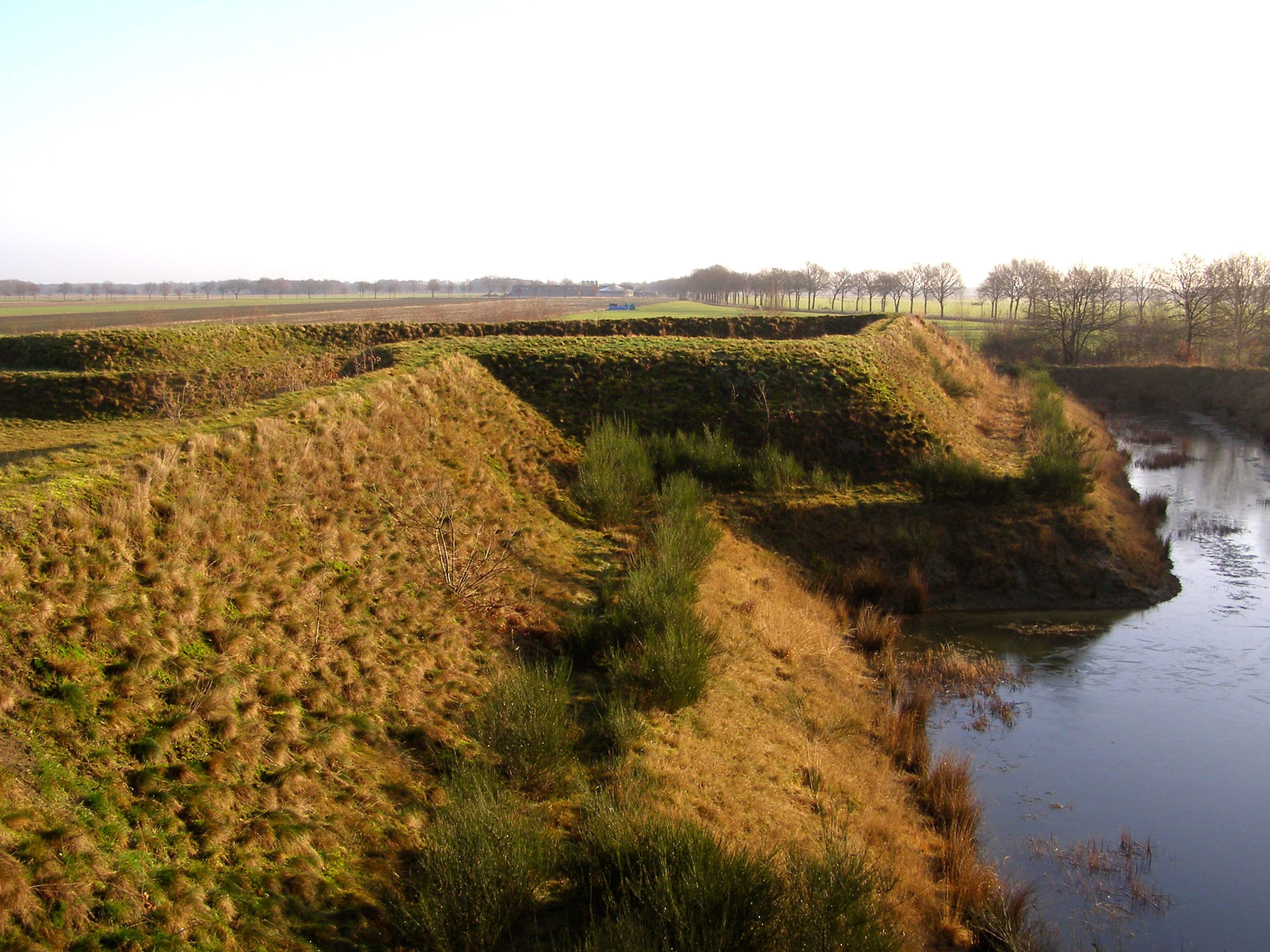
Muralla en Een